# Центральный район (Гомель)
Центральный район (бел. Цэнтральны раён) — административно-территориальная единица (городской район) в составе города Гомеля Республики Беларусь.
Расположен в центральной, восточной и северо-восточной частях Гомеля. Площадь 2110 га, в том числе около 300 га зелёных насаждений. Население около 80 тыс. человек (что составляет около 16% от общего количества населения города). Образован в 1940 году.
Управление осуществляется администрацией Центрального района г. Гомеля. 
Адрес администрации: 246050, г. Гомель, ул. Билецкого, 10.   

## История
Современный облик Центрального района начал формироваться во второй половине XVIII — начале XX веков. После вхождения Гомеля в состав Российской империи (1772) его новые хозяева Румянцевы стали застраивать центр наподобие Петербурга (от центральной площади им. Ленина (ранее Замковая), расположенной за центральным парком) лучевидно расходятся улицы Советская (ранее Румянцевская), пр-т Ленина (ранее Замковая) и ул. Пролетарская (ранее Фельдмаршальская). Главными улицами являются улицы Советская (центральная городская улица), пр-т Ленина, Победы (эти три улицы образуют треугольник с площадями Ленина, Привокзальной и Восстания по углам), Мазурова, Интернациональная, Крупской.
В Центральном районе действуют 24 промышленных предприятия, преимущественно станкостроения, приборостроения, автотранспорта, легкой и пищевой промышленности. Крупнейшими из них являются ОАО "СтанкоГомель", СП ОАО "Спартак", швейные фабрики ОАО «8 Марта» и ОАО «Коминтерн», полиграфическое предприятие ОАО «Полеспечать», хлебозавод, обувная фабрика ОАО «Труд».
В районе расположены 13 общеобразовательных учреждений, 11 ССУЗов и ПТУ, 2 ВУЗа (Гомельский государственный университет имени Франциска Скорины, Гомельский государственный медицинский университет). К учреждениям здравоохранения в районе относятся Гомельская городская больница скорой медицинской помощи, областная детская клиническая больница, городская клиническая больница № 5, 9 поликлиник (из них 3 стоматологические).

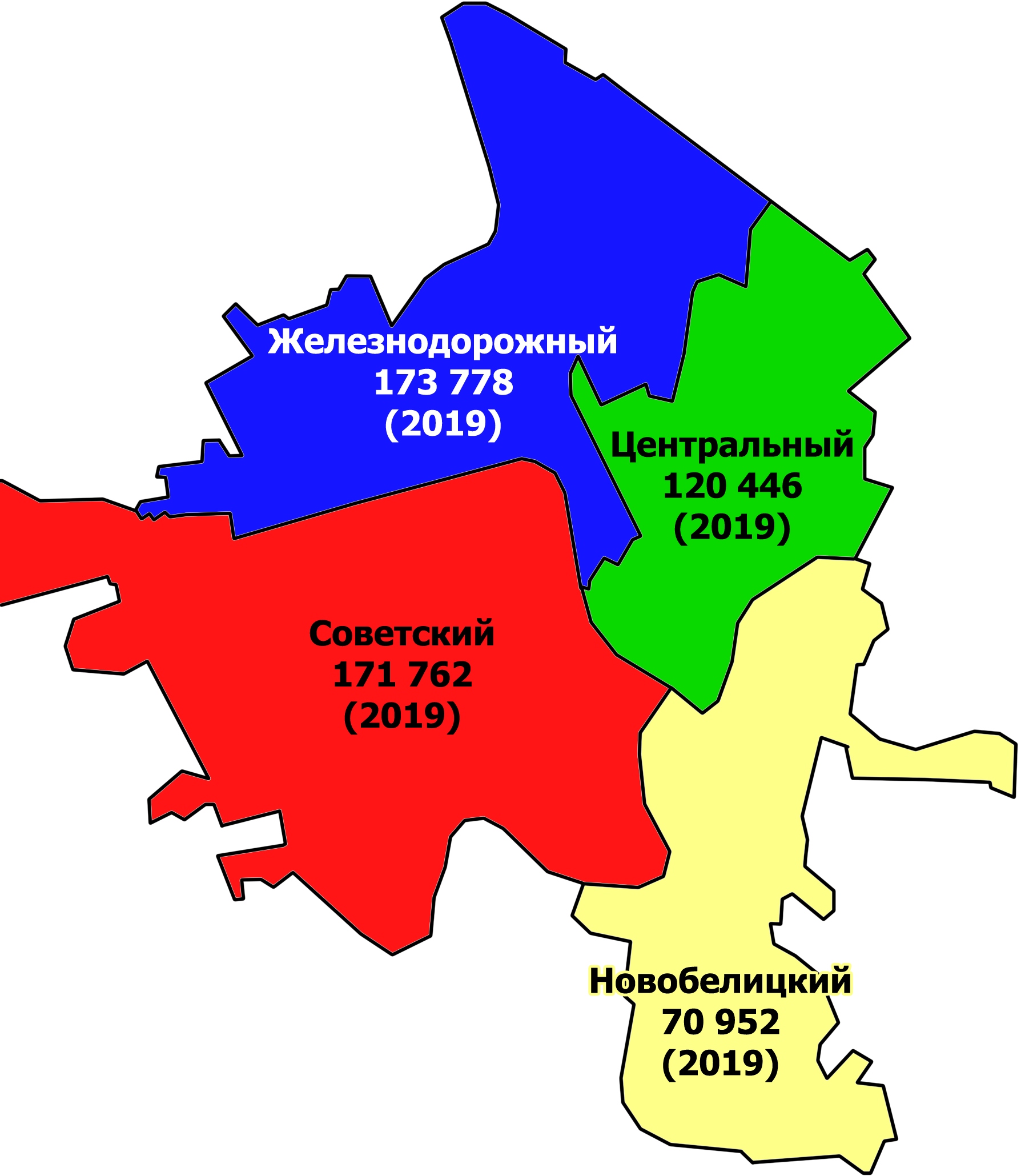
Районы Гомеля. Центральный район выделен зелёным цветом

Главные спортивные объекты — футбольный стадион «Центральный», Гомельский ледовый дворец спорта, Дворец водных видов спорта, Дворец лёгкой атлетики. 
В районе находится большая часть достопримечательностей и объектов культуры города — Гомельский дворцово-парковый ансамбль, Охотничий домик, драмтеатр, цирк, театр кукол, экспериментальный молодёжный театр-студия, областной общественно-культурный центр, Гомельская областная филармония, картинная галерея Г.Х. Ващенко, городской центр культуры, галерея искусств Белорусского союза художников, Гомельский областной центр народного творчества, кинотеатр имени Калинина, Вечный Огонь, братские могилы советских воинов, Центральная библиотека. Многочисленны парки и скверы: Центральный парк, парк имени А. Громыко, Студенческий парк, сквер имени Дзержинского и многие другие (всего 30 скверов и 3 парка). Установлены памятники и бюсты В. И. Ленину, А. С. Пушкину, Н. Румянцеву, А. Громыко, И. Паскевич, П. Чайковскому, Кирилле Туровскому, П. Сухому и др.

## Улицы
- Советская